# Chen Qian
Chen Qian (chin. upr. 陈倩, chin. trad. 陳倩; pinyin Chén Qiàn; ur. 14 stycznia 1987 w Suzhou) – chińska zawodniczka pięcioboju nowoczesnego, indywidualna mistrzyni i wicemistrzyni świata.
Największym sukcesem zawodniczki jest złoty medal mistrzostw świata w 2009 roku w Londynie wywalczony indywidualnie, w 2014 i 2015 roku zaś została mistrzynią świata w sztafecie.
Trzykrotnie reprezentowała swój kraj na igrzyskach olimpijskich. Na igrzyskach olimpijskich w Pekinie zajęła 4. miejsce, na igrzyskach olimpijskich w Londynie uplasowała się na 5. miejscu, natomiast podczas igrzysk olimpijskich w Rio de Janeiro została zdyskwalifikowana za stosowanie dopingu.
W swej karierze trzykrotnie sięgała po medal igrzysk azjatyckich, podczas zmagań rozgrywanych w 2010 i 2014 roku. Jest też wielokrotną mistrzynią Azji.